# Fluorid fosforečný
Fluorid fosforečný je chemická sloučenina se vzorcem PF5. Je to bezbarvý, toxický plyn, který na vzduchu dýmá.

## Příprava
Fluorid fosforečný je možné připravit fluorací chloridu fosforečného pomocí AsF3 nebo CaF2, příp. rozkladem Na[PF6] nebo Ba[(PF6)2]:
3 PCl5 + 5 AsF3 → 3 PF5 + 5 AsCl3

## Struktura
Rentgenová strukturní analýza prokázala, že má fluorid fosforečný geometrii trigonální bipyramidy. Má tedy dva typy fluoridových atomů, axiální a ekvatoriální, jejich vazebné délky se mírně liší v pevné fázi, ale v plynné a kapalné jsou, díky Berryho pseudorotaci, stejné.
19F NMR nedokáže rozlišit, ani při teplotě −100 °C, axiální a ekvatoriální fluoridy, důvodem je rychlost výměna těchto ligandů, která je vyšší než snímkovací frekvence NMR.

## Lewisovská kyselost
Fluorid fosforečný je Lewisova kyselina, proto tvoří různé adukty s bázemi. Velmi studované jsou adukty s pyridinem. Adukty s primárními a sekundárními aminy samovolně přecházejí na dimerní struktury s můstkovými atomy dusíku, které lze popsat vzorcem [PF4(NR2)]2.